# Remaucourt (Ardennes)
Remaucourt település Franciaországban, Ardennes megyében. Lakosainak száma 173 fő (2022. január 1.). Remaucourt Chappes, Chaumont-Porcien, Saint-Fergeux, Seraincourt és Son községekkel határos.

## Népesség
A település népessége az elmúlt években az alábbi módon változott:
| Lakosok száma | 198  | 135  | 135  | 156  | 163  | 169  | 173  | 177  | 178  | 173  |
|               | 1968 | 1982 | 1990 | 2006 | 2013 | 2015 | 2017 | 2019 | 2020 | 2022 |